# Acentroptera zikani
Acentroptera zikani là một loài bọ cánh cứng trong họ Chrysomelidae. Loài này được miêu tả khoa học năm 1935 bởi Uhmann.